# Тамбуті
Ред Лайонс (англ. Tambuti Football Club) — свазілендський футбольний клуб.

## Історія
У сезоні 2008/09 років «Тамбуті» виступав у Суперлізі Лубомбо (третій дивізіон національного чемпіонату) та посів місце в середині турнірної таблиці. Наступного сезону клуб також посів місце у середині турнірної таблиці Суперліги Лубомбо. В сезоні 2012/13 років «Тамбуті» виступав вже у Першому дивізіоні чемпіонату Свазіленду та посів у ньому 5-те місце. В сезоні 2015/16 років команда виграла Перший дивізіон та здобула право з наступного сезону стартувати в Свазілендській МТН Прем'єр-лізі.

## Досягнення
- Перший дивізіон чемпіонату Свазіленду з футболу:
  -  Чемпіон (1): 2015